# 申應均
申 應均（シン・ウンギュン、1921年1月22日 - 1996年3月25日）は、昭和時代の朝鮮人日本兵。大日本帝国陸軍少佐、大韓民国陸軍中将。創氏改名時の日本名は平山 勝敏（ひらやま かつとし）。

## 人物
日本統治下の京城府で生まれる。父は陸軍少佐の申泰英（平山輔英、陸軍士官学校第26期生）。
1940年2月、陸軍士官学校卒業（第53期生）。同期には、後に沖縄戦における集団自決の日本軍関与に関する裁判で注目されることとなった渡嘉敷島の守備隊長赤松嘉次、また座間味島の守備隊長梅澤裕の二人がいた。
陸軍科学学校砲兵科に入学し、高等軍事技術を習得後、1943年8月付で陸軍重砲兵学校教導隊に勤務。
1943年12月、砲兵大尉。
1944年 (昭和19年)、6月22日、陸亜機密第三一〇号で動員編成下令。6月25日、独立重砲兵第100大隊仮編成完了、小隊長となる。6月26日　陸亜機密第三三三号で第32軍に配属。7月21日、沖縄着。平山隊 (一個小隊)、国頭支隊 (宇土武彦支隊長) に派遣決定。12月16日、第9師団抽出に伴う第32軍変組により、第一中隊長となる。　独立重砲兵第百大隊臨時編成(人員 124 人)平山隊の任につき、本部半島から伊江島飛行場を砲撃援護すべく本島北部に配備されたが、一発も撃たず砲が破壊されてしまった。

## 沖縄戦
沖縄戦に第24師団 (山部隊) の独立重砲兵第100大隊臨時編成 (平山隊) の砲兵大隊長となり、本部半島から伊江島飛行場を守備するよう配備された。
1945年 (昭和20年)、4月11日　米軍が国頭支隊主陣地への攻撃を開始。申応均は、米軍に対する砲撃を具申するが宇土支隊長が却下する。これ以降も重砲は一度も放たれることはなかった。4月14日、米軍によって宇土部隊主陣地の一角が占領される。4月16日、宇土支隊長、遊撃戦実施のため多野岳への転進を命ずる。4月19日、平山隊が多野岳に到着し、第一護郷隊の村上治夫隊長と合流。二人は4月21日に遅れて到着した宇土武彦大佐に遊撃戦計画をもちかける。4月23日、米軍が多野岳を追撃。4月24日、平山隊、国頭東海岸の安波へ撤退。4月28日、平山隊、10:00頃に内福地で米軍の一隊と交戦。その後、安波の国民学校に到着。6月10日、陸軍少佐となる。その後、司令部との連絡は途切れる。6月23日、第32軍司令官牛島満中将自決。
1945年6月頃、6名の部下と共に伊是名島へ渡る。伊是名島の敗残兵は終戦後も島を掌握し、住民の一人、喜納政昭は軍にスパイ容疑をかけられ平山隊長によって射殺されたと遺族が証言している。実際には、1944年から教師として潜伏していた陸軍中野学校出身の特務教員だった西村 (本名は後に馬場だということが知らされる) や駐在員、その他の敗残兵、西村が率いていた地元の青年団など多くが入り乱れた状態にあったことが数々の証言から浮かび上がってくる。
住民の証言によると、終戦が過ぎても「軍当局」として伊是名島に居残り、住民虐殺や捕虜虐殺に関わってきた平山隊は、1946年1月、米軍の情報機関が来島する直前に与論島に向けて脱出したが、口永良部島周辺で特務機関の西村(馬場)や平山が伊是名島で結婚した女性も含めて逮捕され、収容所に送られた。捕虜収容所では、朝鮮人捕虜や沖縄人捕虜は日本人捕虜と分けて収容されたため、平山は朝鮮人軍夫らと一緒の朝鮮人収容所に収容され、米軍によって比較的早期に朝鮮半島に移送されたと考えられる。

## 朝鮮戦争とその後
終戦後の1946年、連合軍軍政下の朝鮮に渡り、後に大韓民国国軍が創設されると将校となった。砲兵司令部を設置し、砲兵兵科を開拓して「韓国砲兵の父」と呼ばれる。この時期、日本陸軍士官学校第57期生でもあった朴正煕（高木正雄）との交流もあった。
1948年7月、航空二等兵として入隊し、統衛部付補佐官として国防法、国軍組織法の草案に携わった。同年8月、任少尉（軍番11466番）。同年11月20日、陸軍本部護国軍務室長（少領）。
1949年3月13日、兵器監。
1950年3月に実務教育団長として渡日、同年6月に朝鮮戦争が勃発すると帰国して第1野戦砲兵司令官として砲兵の増強に努めた。
1951年、米国の砲兵学校卒業。
1952年5月、少将。同年11月、陸軍本部行政参謀副長兼企画参謀副長。
1953年、第3師団長。
1954年6月、国連軍総司令部派遣韓国連絡将校団長。
1956年からアメリカ陸軍指揮幕僚大学に留学し、翌年6月29日に帰国。
1959年、中将に昇給。
1959年、トルコ大使。
1960年、4-19革命が起きた後の9月1日昼近く、政府はトルコ大使の辞表を受理し、11月30日、国防部次官補に任命される。朴正煕らによる5・16軍事クーデターに加勢。
1961年に国防部次官、7月に西ドイツ大使に任命された。
1963年8月、ハーバード大学特別研究員。
1964年10月、外務部外交研究院長。
1966年9月、韓国科学技術研究所副所長。
1970年8月、国防科学研究所長。
死後は親日反民族行為者に認定された。